# Landsbygdsnätverket
Landsbygdsnätverket är ett nätverk i Sverige som består av olika organisationer och myndigheter som på olika sätt har betydelse för utvecklingen av de verksamheter och företag som finns i landsbygder och i kustsamhällen. 
Enligt EU:s regelverk ska det finnas nationella nätverk för den gemensamma jordbrukspolitiken. I Sverige har regeringen gett detta uppdrag till Jordbruksverket. De har även beslutat att inkludera Havs-, fiskeri- och vattenbruksprogrammet, vilket innebär att Landsbygdsnätverket i Sverige har en bredare verksamhet än andra nationella nätverk i EU. I den gemensamma jordbrukspolitiken ingår mål om landsbygdsutveckling genom Leader. Därför är nätverket även en plattform för att utveckla kunskaper i landsbygdsutveckling.
Landsbygdsnätverkets mål, styrning och struktur har beslutats av regeringen inom ramen för Sveriges strategiska plan för den gemensamma jordbrukspolitiken 2023–2027.
Landsbygdsnätverkets övergripande syfte är ökad delaktighet och kvalitet i genomförandet av den strategiska planen för den gemensamma jordbrukspolitiken samt Havs-, fiskeri- och vattenbruksprogrammet. Landsbygdsnätverkets styrgrupp har beslutat att verksamheten för åren 2023-2024 ska styras av tre specifika mål:
- Medlemmar ska tillsammans genomföra aktiviteter som utvecklar deras kunskap och samarbeten för hållbara livsmedelssystem, i synnerhet i sikte mot ökad livsmedelsberedskap och cirkularitet.
- Medlemmar ska tillsammans genomföra aktiviteter som på nationell och internationell nivå utvecklar deras kunskap och samarbeten inom landsbygdsutveckling genom Leader.
- Nätverket ska utifrån medlemmarnas nytta bistå förvaltningen i genomförandet av strategiska GJP-planen och HFV-programmet.

Det svenska nätverket är en del av EU CAP-nätverket. Det europeiska nätverket ska stödja utformning och genomförande av CAP-strategiska planer, innovation och kunskapsutbyte, inklusive EIP-Agri, samt utvärdering och uppföljning av CAP.